# Saint-Pierre-de-Mailloc
Saint-Pierre-de-Mailloc is een plaats en voormalige gemeente in het Franse departement Calvados in de regio Normandië en telt 384 inwoners (1999).
Op 1 januari 2016 is Saint-Pierre-de-Mailloc gefuseerd met La Chapelle-Yvon, Saint-Cyr-du-Ronceray, Saint-Julien-de-Mailloc en Tordouet tot de huidige gemeente Valorbiquet. Deze gemeente maakt deel uit van het arrondissement Lisieux.

## Geografie
De oppervlakte van Saint-Pierre-de-Mailloc bedraagt 4,7 km², de bevolkingsdichtheid is 81,7 inwoners per km².
De onderstaande kaart toont de ligging van Saint-Pierre-de-Mailloc met de belangrijkste infrastructuur en aangrenzende gemeenten.

## Demografie
Onderstaande figuur toont het verloop van het inwonertal (bron: INSEE-tellingen).
Vanwege een beveiligingsprobleem met de MediaWiki Graph-software is het momenteel niet mogelijk deze grafiek weer te geven. Zodra de software is bijgewerkt zal de grafiek vanzelf weer zichtbaar worden.